# Мавпячий тест
Мавпячий тест (англ. Monkey Test) — у автоматизований тест комп'ютерної програми, який виконується без специфічного, чітко визначеного тестового сценарію. Назва є метафоричною, йдеться про те, що операції введення даних є випадкові та беззмістовні, як наче їх виконує мавпа. Наприклад, мавпячий тест може вводити довільні рядки в поля вводу, щоб перевірити коректність роботи системи у випадку введення будь-яких можливих даних. Дані введення можуть бути заданими наперед, випадковими генерованими, генерованими з урахування статистики користувача.